# Charles Vinci
Charles Thomas "Chuck" Vinci, Jr., född 28 februari 1933 i Cleveland i Ohio, död 13 juni 2018 i Elyria i Ohio, var en amerikansk tyngdlyftare.
Vinci blev olympisk guldmedaljör i 56-kilosklassen i tyngdlyftning vid sommarspelen 1956 i Melbourne.